# Irène Hillel-Erlanger
Irène Hillel-Erlanger (París, 30 de junio de 1878 - París, 21 de marzo de 1920) fue una escritora y guionista francesa.  

## Biografía
Llamada al nacer Berthe Rebecca Alice Irène Hillel-Manoach, fue conocida como Irène Hillel-Erlanger. Nació un 30 de junio de 1878 en la capital francesa. Con el tiempo fue madre de Philippe Erlanger, creador del Festival de Cannes.
En 1916, fundó junto con la pionera directora de cine Germaine Dulac la productora “DH Films». 

## Obras
- 1913 : La Chasse au bonheur.[1]
- 1919 : Voyages en kaléidoscope.[2]

## Filmografía

### Guionista
- 1915 : Les Sœurs ennemies, de Germaine Dulac
- 1917 : Venus Victrix, de Germaine Dulac
- 1921 : La Belle Dame sans merci, de Germaine Dulac
- 1927 : L'invitation au voyage, de Germaine Dulac